# Ayumu Seko
Ayumu Seko (jap. 瀬古 歩夢, Seko Ayumu; * 7. Juni 2000 in der Präfektur Osaka) ist ein japanischer Fußballspieler, der seit 2025 beim Le Havre AC in Frankreich spielt.

## Karriere

### Verein
Ayumu Seko erlernte das Fußballspielen in der Jugendmannschaft von Cerezo Osaka. Als Jugendspieler kam er 2017 dreimal in der ersten Mannschaft im J. League Cup zum Einsatz und gewann diesen Wettbewerb am Ende. Bei Cerezo unterschrieb er 2019 auch seinen ersten Profivertrag. Der Verein aus Osaka, einer Stadt in der Präfektur Osaka, spielte in der höchsten japanischen Liga, der J1 League. Die U23-Mannschaft des Vereins spielte in der dritten Liga, der J3 League. Bereits als Jugendspieler absolvierte er 2018 sechzehn Drittligaspiele für die U23. Im Jahr 2021 spielte Seko außerdem fünf Partien in der AFC Champions League, wo er mit dem Verein das Achtelfinale erreichte.
Am 18. Januar 2022 unterschrieb er dann einen Vertrag bis 2025 beim Grasshopper Club Zürich in der Schweizer Super League unterschrieben. Nach 126 Pflichtspielen mit vier erzielten Treffern wechselte er nach Vertragsablauf weiter zum französischen Erstligisten Le Havre AC.

### Nationalmannschaft
Von 2015 bis 2021 absolvierte Sako insgesamt 16 Partien für diverse japanische Jugendauswahlen. Sein Debüt für dessen A-Nationalmannschaft gab er am 24. März 2023 bei einem Testspiel gegen Uruguay (1:1), als er die kompletten 90 Minuten auf dem Feld stand.

## Erfolge
- Cerezo Osaka
  - Japanischer Ligapokalsieger: 2017
- Persönlich
  - J.League Rookie of the Year: 2020[2]
  - J.League Cup New Hero Award: 2020[3]